# Nuoto ai XVIII Giochi del Mediterraneo - 100 metri stile libero femminili
La gara dei 100 metri stile libero femminili dei XVIII Giochi del Mediterraneo si è svolta il 23 giugno 2018. Al mattino si sono svolte le batterie, mentre la finale si è disputata nel pomeriggio.

## Podio
| Pos. | Atleta          | Nazione  |
| ---- | --------------- | -------- |
|      | Erika Ferraioli | Italia   |
|      | Lidón Muñoz     | Spagna   |
|      | Neža Klančar    | Slovenia |

## Record
Prima della manifestazione il record del mondo (RM) e il record dei Giochi del Mediterraneo (RG) erano i seguenti.
|  | 51"71 | Sarah Sjöström | 23 luglio 2017 Budapest |
|  | 54"72 | Malia Metella  | 27 giugno 2009 Pescara  |

Durante la competizione non sono stati migliorati record.

## Risultati

### Batterie
| Pos. | Batteria | Corsia | Atleta            | Nazionalità          | Tempo | Note  |
| ---- | -------- | ------ | ----------------- | -------------------- | ----- | ----- |
| 1    | 2        | 5      | Laura Letrari     | Italia               | 55"68 | Q     |
| 1    | 2        | 4      | Erika Ferraioli   | Italia               | 55"68 | Q     |
| 3    | 1        | 3      | Assia Touati      | Francia              | 55"80 | Q     |
| 4    | 1        | 5      | Neža Klančar      | Slovenia             | 55"86 | Q     |
| 5    | 1        | 4      | Farida Osman      | Egitto               | 55"87 | Q RIT |
| 6    | 3        | 4      | Lidón Muñoz       | Spagna               | 56"14 | Q     |
| 7    | 3        | 3      | Selen Özbilen     | Turchia              | 56"29 | Q     |
| 8    | 1        | 6      | Sofia Klikopoulou | Grecia               | 56"57 | Q     |
| 9    | 3        | 5      | Léna Bousquin     | Francia              | 56"64 | Q     |
| 10   | 3        | 6      | Kalia Antoniou    | Cipro                | 56"74 |       |
| 11   | 2        | 6      | Vasiliki Baka     | Grecia               | 57"03 |       |
| 12   | 2        | 3      | Marta Cano        | Spagna               | 57"24 |       |
| 13   | 3        | 2      | Sezin Eligül      | Turchia              | 57"33 |       |
| 14   | 2        | 2      | Rita Frischknecht | Portogallo           | 57"82 |       |
| 15   | 3        | 7      | Tonia Papapetrou  | Cipro                | 58"06 |       |
| 16   | 1        | 2      | Lamija Medošević  | Bosnia ed Erzegovina | 58"46 |       |
| 17   | 2        | 7      | Nesrine Medjahed  | Algeria              | 58"66 |       |
| 18   | 3        | 1      | Nikol Merizaj     | Albania              | 58"97 |       |
| 19   | 1        | 7      | Sara Lettoli      | San Marino           | 59"62 |       |

### Finale
| Pos. | Corsia | Atleta            | Nazionalità | Tempo | Note |
| ---- | ------ | ----------------- | ----------- | ----- | ---- |
|      | 5      | Erika Ferraioli   | Italia      | 54"91 |      |
|      | 2      | Lidón Muñoz       | Spagna      | 55"28 |      |
|      | 6      | Neža Klančar      | Slovenia    | 55"40 |      |
| 4    | 3      | Assia Touati      | Francia     | 55"81 |      |
| 5    | 4      | Laura Letrari     | Italia      | 56"04 |      |
| 6    | 7      | Selen Özbilen     | Turchia     | 56"16 |      |
| 7    | 1      | Sofia Klikopoulou | Grecia      | 56"27 |      |
| 8    | 8      | Léna Bousquin     | Francia     | 56"70 |      |